# Carro etrusc de Monteleone
El carro etrusc de Monteleone és un carro de guerra de fusta de noguera decorada amb relleus de bronze que va ser trobat en una regió situada en la zona central dels Apenins, a Itàlia, i que s'ha datat al voltant dels anys 560-550 aC. S'exposa en el Museu Metropolità d'Art de Nova York. Hi han al voltant de 300 carros antics, dels quals la seva existència es coneix, solament sis són raonablement complets, el carro etrusc de Monteleone és el millor conservat i més complet de tots. Carlos Picón, conservador del departament de grec-romà del MET, ho va designar com «la més gran peça de bronze etrusc del segle VI en el món».

## Context històric
Es tracta d'un carro etrusc, encara que és possible que l'artista que va executar els relleus fos grec. Els etruscs estaven assentats en una àmplia zona del centre d'Itàlia, en les regions de Toscana, Laci i Úmbria que va rebre per això el nom d'Etrúria, on van crear una poderosa confederació. El territori etrusc va florir cap al 750 aC. i la seva màxima expansió va tenir lloc c. 500 aC. Va exercir una poderosa influència en la civilització romana. Va començar a decaure després de la conquesta de Veïs pels romans l'any 396 aC. i la seva incorporació definitiva a Roma va tenir lloc en el segle I aC.

## Troballa i exportació clandestina
Va ser descobert per casualitat al febrer de 1902 per un agricultor nomenat Isidoro Vannozzi i el seu fill Giuseppe. Durant la construcció d'una casa en un lloc anomenat Colle del Capitano, a uns 3 km de Monteleone di Spoleto, va trobar una tomba etrusca intacta que contenia l'esquelet d'un home amb el seu aixovar funerari que incloïa nombrosos vasos, tasses i d'altres objectes de bronze. Entre tot plegat, destacava un bonic carro decorat amb relleus.
Isidoro Vannozzi desconeixia tant el valor arqueològic com el material del que havia descobert així que algunes setmanes més tard va voler vendre els objectes per comprar materials de construcció que necessitava per al sostre de la nova casa, i el 23 de març de 1902 un ferrer que comerciava amb antiguitats anomenat Benedetto Petrangeli es va interessar en ells i va persuadir a Isidoro perquè els hi vengués per 900 lires, una quantitat insignificant en comparació amb el valor real de la troballa.
Alguns mesos més tard les autoritats italianes van iniciar una recerca sobre el material descobert, per tractar de recuperar-ho i evitar que sortís del país. Tanmateix, els objectes van ser venuts per Petrangeli a Ortensio Vitalini per 150.000 lires, el qual els va transportar a París, J.P. Morgan els va adquirir per l'abril de 1903 per al Museu Metropolità d'Art de Nova York; on va tenir lloc la seva primera restauració. La compra va ser anunciada per la premsa de Nova York a l'octubre d'aquest mateix any, descrivint que era una de les descobertes arqueològiques més importants de tots els temps i el cert és que es tracta d'un objecte excepcional, ja que és l'únic carro etrusc que ha pogut conservar-se pràcticament intacte. A causa de l'adquisició pel museu l'any 1903, anterior en sis anys a les primeres lleis d'Itàlia que restringeixen l'exportació d'articles de «valors culturals i artístics»" la venda del carro era legal en el moment de la compra, encara que debatuda per la premsa de l'època.
Alguns anys més tard, el 1907, es van realitzar excavacions arqueològiques en el lloc de la troballa i es van trobar alguns fragments que es considera que van haver de pertànyer al carro i que es troben exposats en el Museu Arqueològic de Florència. El gener de 2005, la comunitat de Monteleone va començar una campanya dirigida a recuperar el carro del museu de Nova York; els seus esforços, tanmateix, no van rebre el suport del govern italià. El Museu Metropolità va respondre que el carro va ser «comprat de bona fe». Una còpia de mida completa es va fer en la meitat del segle xx, que s'exhibeix a Monteleone.

## Característiques generals
- Estil: Etrusc, amb influències hel·lèniques.
- Tècnica: Relleu martellejat.
- Alçada: 130 centímetres.
- Material: bronze, fusta i ivori.

### Panells del carro
L'artefacte arqueològic és un carro de guerra amb forma de ferradura y dues rodes. Donada la fragilitat del revestiment de bronze es creu que el carro s'utilitzava únicament per a cerimònies i desfilades encara que alguns estudiosos han opinat que va poder estat construït únicament per servir d'aixovar funerari. El seu propietari va haver de ser una persona poderosa, atès que el cost de la bellesa i la sofisticació de la decoració va haver d'haver estat particularment alt. La decoració del relleu és de bronze amb el fons amb incrustacions d'ivori -quasi tot l'ivori s'han perdut llevat d'un petit detall en el coll d'una de les figures-. L'ivori es va utilitzar com un fons de color blanc brillant per contrast amb les parts de bronze, que és un metall de color fosc.
El timó del carro part de la representació d'un cap de senglar de la boca del qual sembla sortir, mentre que la seva part final es decora amb el cap d'un ocell de rapinya. Una mica abans del final es troba el jou per als cavalls, els extrems dels quals acaben en forma de cap de lleó. Les rodes consten de nou radis.
El cos principal de la biga està tancat per tres panells decorats amb escenes que conten la història èpica d'un guerrer. La majoria dels erudits que han estudiat el carro creuen que es tracta d'Aquil·les durant la recepció de les seves armes per part de Tetis, la victòria sobre un rival en un duel i la seva ascensió en un carro amb cavalls alats.
El panell central probablement s'inspira en el llibre XVIII de La Ilíada i representa a Tetis lliurant al seu fill Aquil·les el casc, que està coronat per un cap de moltó, i l'escut especial forjat per Hefest. En l'escut apareixen representats dos caps, un damunt l'altra: el de dalt conté un cap de Medusa, i el de sota el cap d'un felí. Sota l'escut hi ha un cervatell col·locat de boca terrosa, que potser representa un sacrifici propiciatori. A més a més hi ha dos ocells que baixen des del cel en vertical, el que s'ha interpretat com un símbol d'esperança per a la pròxima batalla que l'espera a l'heroi homèric. També s'ha suggerit que el senglar d'on parteix el timó forma part de l'escena: aquest hauria atacat el cervatell i els ocells caurien en picat cap a aquest cervatell.

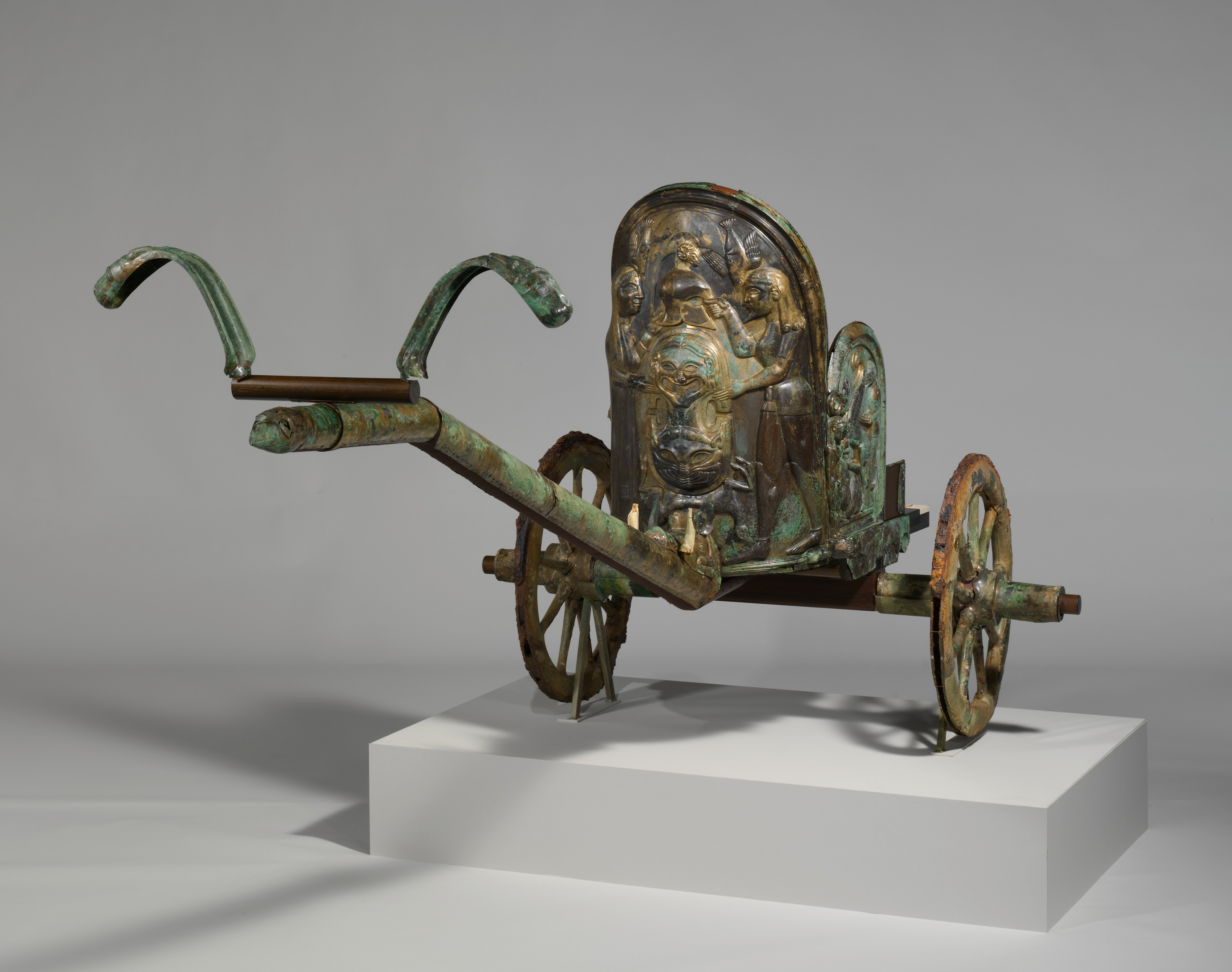
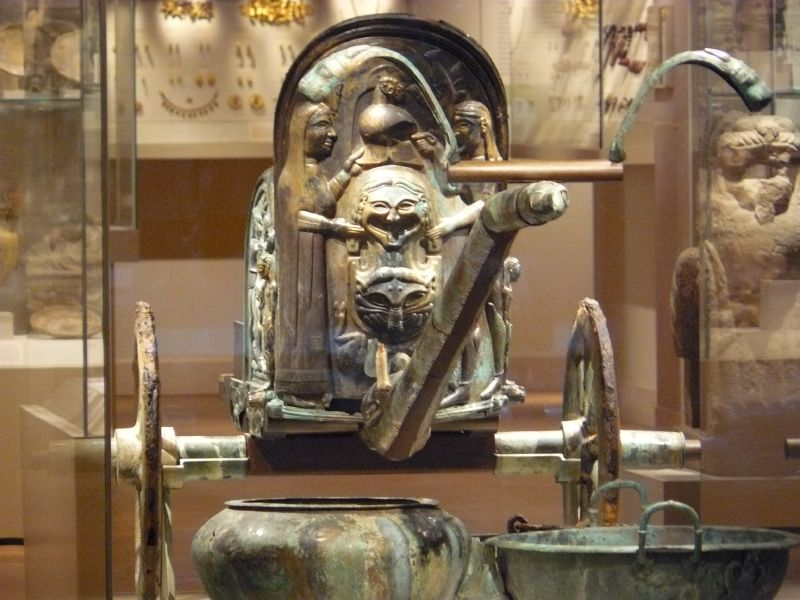
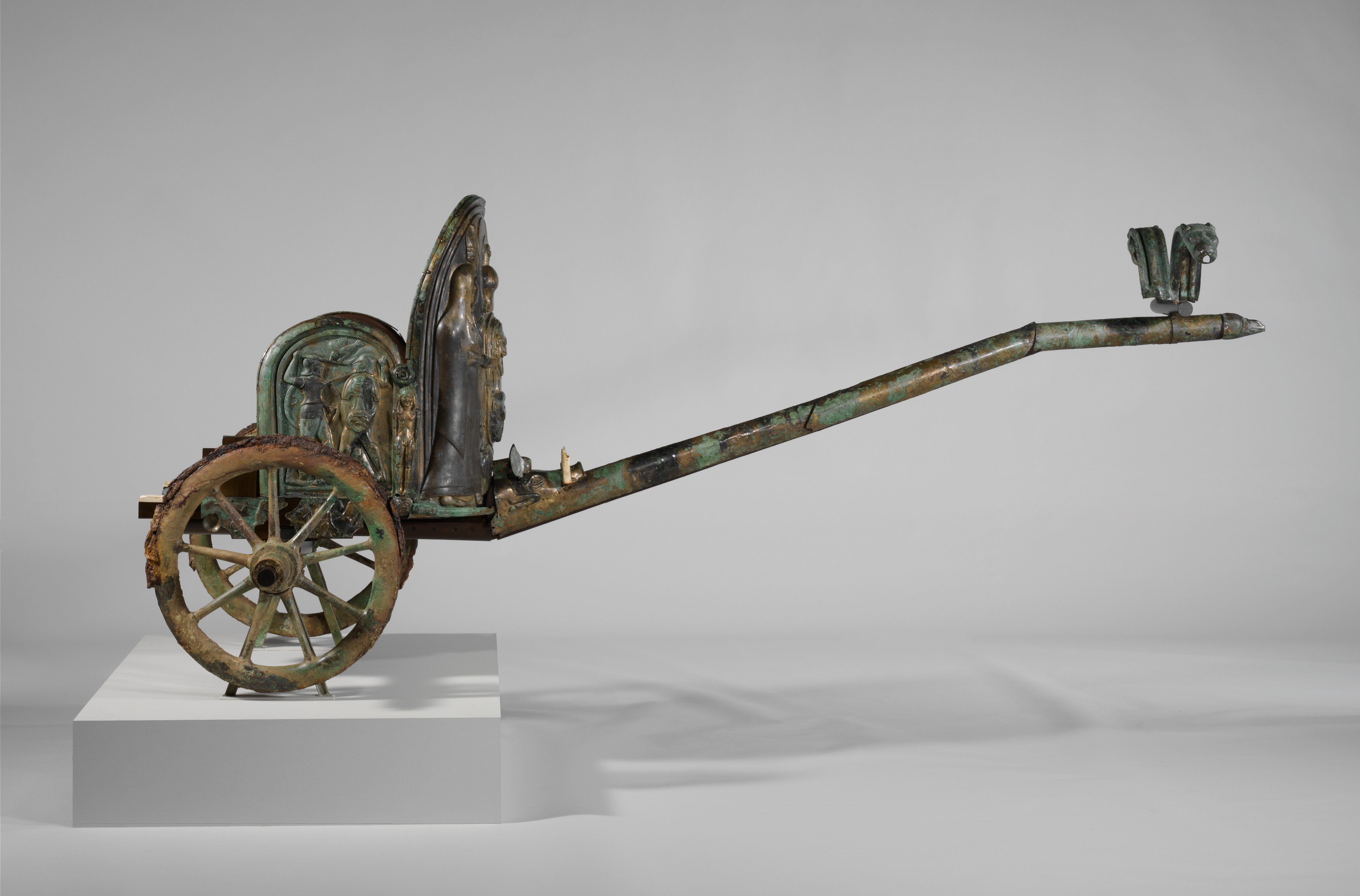

En el panell lateral de l'esquerra es mostra un combat que s'ha interpretat com la lluita entre Aquil·les i Mèmnon, sobre el cos nu, ja despullat de la seva armadura, d'un tercer guerrer, que seria Antíloc. Memnón tracta de copejar l'oponent en el cap amb la seva llança, però un ocell desvia el cop i Aquil·les amb la seva llança copeja el cor de Memnón.
El panell dret representa Aquil·les després de la seva mort conduït en un carro tirat per dos cavalls alats en moviment ascendent, probablement cap a les Fortunatae insulae. Sota les rodes d'aquest carro, amb els braços en alt per protegir-se de les potes dels cavalls, hi ha una dona, la identificació de la qual és dubtosa: s'ha suggerit que podria tractar-se de Gea, la divinitat de la terra o de Políxena, filla de Príam.
En el punt de contacte entre cada un dels dos panells laterals amb el centre apareixen representats dos joves nus de cabells llargs de peu sobre lleons. Finalment, en el fris deteriorat que n'hi ha en la part inferior del carro apareix, en el costat dret, el centaure Quiró assegut, Iris corrent, i Aquil·les subjectant una pantera. En el costat esquerre apareixen dos lleons que ataquen a un torus i a un cérvol. S'ha interpretat que es podria tractar del moment en què Iris, en el seu paper de missatgera divina, anuncia que és el moment en què Aquil·les ha de partir a la guerra de Troia i concloure l'educació a la qual està sent sotmès pel centaure Quiró.

## Conservació
El carro s'exposa des de la seva adquisició el 1903 en el Museu Metropolità d'Art de Nova York, els Estats Units. La primera reconstrucció del carro la van realitzar Luigi Palma di Cesnola i Charles Balliard poc després del moment de la seva adquisició, el 1903. L'any 2002, per tal de corregir algunes errades comeses en aquesta primera reconstrucció del carro, es va desarmar i es va iniciar una nova restauració que va concloure l'any 2007.